# Micrurus alleni
Espèce
Synonymes
- Micrurus nigricinctus alleni Schmidt, 1936
- Micrurus alleni richardi Taylor, 1951
- Micrurus yatesi Taylor, 1954
- Micrurus nigricinctus yatesi Taylor, 1954
- Micrurus nigrocinctus yatesi Taylor, 1954
- Micrurus alleni yatesi Taylor, 1954

Statut de conservation UICN

 LC  : Préoccupation mineure
Micrurus alleni est une espèce de serpents de la famille des Elapidae.

## Répartition
Cette espèce se rencontre au Panamá, au Costa Rica, au Nicaragua et au Honduras.

## Description
L'holotype de Micrurus alleni, une femelle adulte, mesure 1 068 mm dont 90 mm pour la queue, mais cette espèce peut mesurer jusqu'à 1 320 mm. Ce serpent corail présente une livrée composée d'anneaux noirs, rouges et jaunes. Le museau est noir suivi d'une rayure jaune puis vient le motif principal qui se répète sur l'ensemble du corps à savoir noir ; jaune ; rouge ; jaune. Les rayures noires sont au nombre de 17 sur le corps et de 4 sur la queue. C'est un serpent venimeux.

## Étymologie
Cette espèce est nommée en l'honneur de Morrow J. Allen qui a collecté l'holotype.
Le synonyme Micrurus alleni richardi est nommée en l'honneur de Richard C. Taylor, le frère d'Edward Taylor, et le synonyme Micrurus alleni yatesi en l'honneur de Thomas Yates qui a collecté plusieurs spécimens au Panama.

## Publication originale
- Schmidt, 1936 : Notes on Central American and Mexican coral snakes. Zoological series of Field Museum of Natural History, no 20, p. 205-216 (texte intégral).